# Chlorops flava
Chlorops flava är en tvåvingeart som först beskrevs av Gaspard Auguste Brullé 1833.  Chlorops flava ingår i släktet Chlorops och familjen fritflugor.
Artens utbredningsområde är Grekland. Inga underarter finns listade i Catalogue of Life.